# Ímpetu
Ímpetu (pol. Pęd) – kompozycja na gitarę flamenco, tzw. bulerías (szybki rytm flamenco). Utwór został skomponowany przez Mario Escudero. "Ímpetu" ukazało się na płycie La fabulosa guitarra de Paco de Lucía autorstwa Paco de Lucíi (1967).

## Covery
W 2004 roku Gerardo Núñez nagrał album Andando el tiempo, na którym znalazł się utwór "Ímpetu", zamykający płytę.